# Wéstern de ciencia ficción

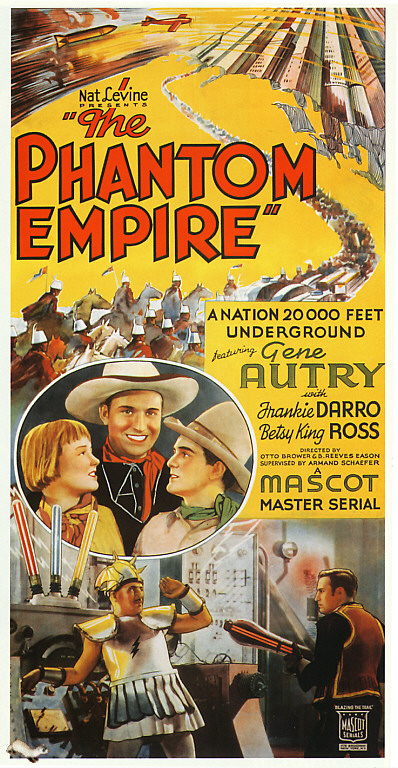
Phantom-Empire

El wéstern de ciencia ficción es un subgénero o género mixto en el que aparecen tramas y escenarios tradicionales del wéstern, a la vez que se incorporan elementos de la ciencia ficción, tales como tecnología futurista o la presencia de extraterrestres.Dentro de este subgénero también se suele incluir el wéstern postapocalíptico y el wéstern steampunk.
Puesto que los elementos característicos de la ciencia ficción pueden ocurrir en cualquier escenario, la ciencia ficción se presta fácilmente a ser combinada con otros géneros. En 1953, el escritor J. B. Priestley describió al «wéstern» como uno de los tres tipos de ciencia ficción.
Obras que han sido llamadas precursoras del wéstern de ciencia ficción se ven en la literatura de ficción de inventores del siglo XIX, como The steam man of the prairies (1868) de Edward S. Ellis.
El serial cinematográfico The Phantom Empire (1935), dirigido por Otto Brower and B. Reeves Eason, ha sido citado como posiblemente el primer wéstern de ciencia ficción. Ambientado en un rancho para turistas y utilizando accesorios asociados con los wésterns convencionales, mostraba tecnología futurista que no existía durante la época.Desde entonces, han aparecido wésterns de ciencia ficción en cine, televisión, novelas, cómics y otros medios.

## Escenarios y temas
En 1953, el escritor británico J. B. Priestley describió al «wéstern» como uno de los tres tipos de ciencia ficción. Tanto la ciencia ficción como los wésterns emplean recursos argumentales y tipos de personajes similares, además de tener en común el uso de escenarios fronterizos y temas de supervivencia, lo que hace que los dos géneros sean muy compatibles de convertirse en un subgénero combinado. Los escenario compartidos de fronteras contrastan con el típico wéstern, en el que la frontera aparece como algo que puede ser domesticado, pero que nunca puede cruzarse por completo en la ciencia ficción. Otro tema compartido es el uso frecuente de la fuerza como medio de supervivencia, lo que lleva a un tipo de héroe que suele ser salvaje y civilizado a la vez. Es también es típico de ambos géneros el tema de tener motivos económicos para la exploración o expansión.
Al combinarse, el wéstern de ciencia ficción se centra en tramas tradicionales del wéstern y escenarios fronterizos mezclados con elementos de ciencia ficción, tales como el uso de tecnología futurista o la presencia de extraterrestres. Tal definición puede contrastarse con la de los wésterns espaciales, que, al tener sus raíces en la ciencia ficción, incluyen elementos del género wéstern, pero se desarrollan generalmente en entornos espaciales.
Géneros híbridos relacionados incluyen el wéstern steampunk, que por lo general incluye escenarios wéstern y elementos futuristas de la ciencia ficción mezclados con una estética steampunk. Es posible que esto incluya una mezcla con el género del Weird West (el Oeste Extraño, subgénero más amplio que incluye elementos de la fantasía, el terror y la ciencia ficción).Asimismo, los wésterns postapocalípticos caben dentro de este subgénero, generalmente incorporando elementos relacionados con la anarquía de la frontera, bandas de forajidos y la supervivencia de héroes alienados.

## Historia
Precursores del wéstern de ciencia ficción occidental comenzaron ya a fines del siglo XIX, en lo que se ha llamado literatura de ficción de inventores, en obras como The steam man of the prairies (1868) de Edward S. Ellis.

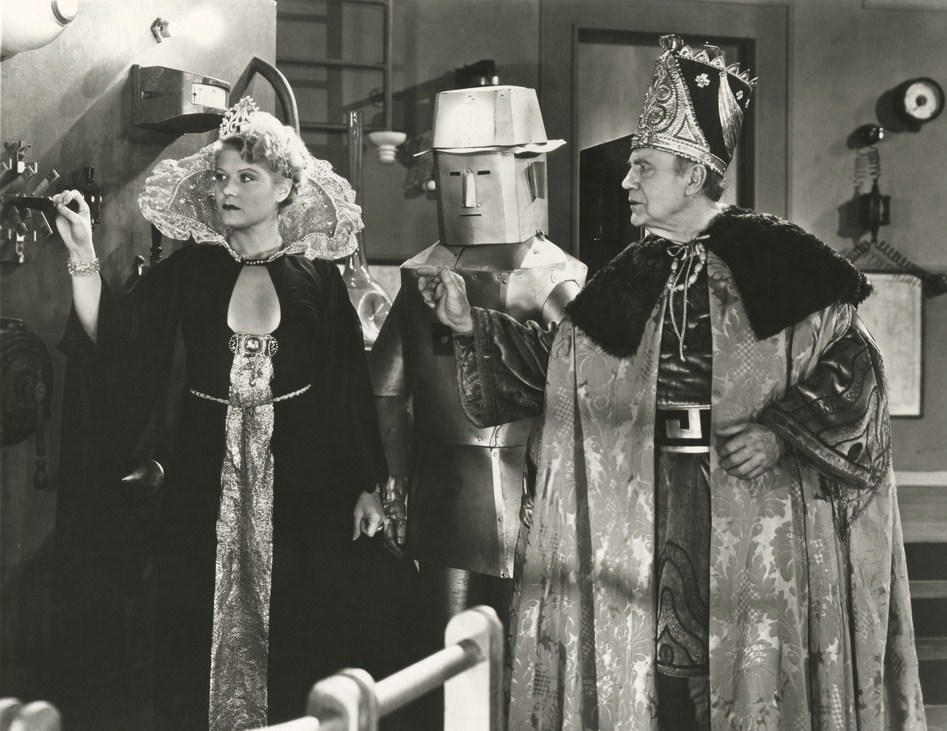
Escena de publicidad para el serial The Phantom Empire (1935)

Seriales cinematográficos tempranos, tales como The Phantom Empire (1935) o Ghost Patrol (1936) incluyeron figuras sobrenaturales de la fantasía de ciencia ficción en entornos wéstern. En la era que siguió a la Segunda Guerra Mundial, las películas wéstern empezaron a perder el favor del mercado juvenil a la vez que la fiebre por temas espaciales empezó a afianzarse. La aproximación del wéstern clásico hacia asuntos de género, raza, sexualidad o el trato a grupos indígenas contribuyó a su declive hasta que el wéstern híbrido lo revivió.
Películas tales como El valle de Gwangi (1969), en la que aparecían vaqueros luchando contra dinosaurios, empezaron a establecerse durante la década de 1960. En la década de 1990, Las aventuras de Brisco County Jr. llevó el wéstern de ciencia ficción a la televisión masiva.
La serie de televisión Firefly de 2002 es un caso particular. Se le considera un wéstern espacial, en tanto está ambientada en el espacio exterior, pero a la vez su realismo de frontera la califica como un wéstern de ciencia ficción para otros, entre ellos su creador Joss Whedon, en tanto combinaba los elementos visuales asociados con los wésterns. En cualquier caso, traspasó en últimas los límites entre géneros.Whedon afirmó que el término hacía a la gente «sentir grima».
Si bien fue un fracaso de taquillas, la película Cowboys & Aliens (2011) rindió homenaje al género con su integración de temas wéstern y de ciencia ficción.

## Ejemplos

### Novelas y cuentos
Lone Star Planet de John J. McGuire (1958) y Six-Gun Planet de John Jakes (1970) son ejemplos de ciencia ficción en los que presta especial atención a temas del wéstern y están escritos por autores que no suelen ser asociados con el género wéstern. Ambas obras son ejemplos que definen el contraste entre la ciencia ficción y los géneros wéstern. La frontera en la ciencia ficción se expande continuamente, en tanto que la frontera en los wésterns es limitada y puede ser domesticada (o ya estarlo). Tanto Lone Star Planet como Six-Gun Planet se desarrollan dentro de una frontera cerrada, lo que enfatiza la parte wéstern de tal género híbrido.
En un entorno que comparte las características sociales del Viejo Oeste estadounidense, la saga de La Torre Oscura de Stephen King combina temas de múltiples géneros, entre ellos el wéstern de ciencia ficción. Por ejemplo, el protagonista Roland Deschain es un pistolero inspirado en el Hombre sin nombre.
The Buntline Special (2010), el primer libro de la serie escrita por Mike Resnick, puede clasificarse como Weird western o wéstern steampunk, un género híbrido del wéstern de ciencia ficción.
Otro ejemplo del género es The ghosts of Watt O'Hugh escrita por Steven S. Drachman (2011). La revista Kirkus Reviews la calificó como «una novela de diez centavos para intelectuales modernos» que tenía «el ritmo fugaz que se encuentra en muchas de los pulps wéstern históricos escritos en el siglo XIX.

### En los cómics
Cowboys & Aliens del creador Scott Mitchell Rosenberg es una mezcla de ciencia ficción y géneros wéstern en la que unos extraterrestres estrellan su nave espacial en el Viejo Oeste. Vaqueros e indios luchan unos contra los otros usando la tecnología alienígena, pero en un punto se ven obligados a cooperar para enfrentarse contra los alienígenas que han regresado por su nave.
Asimismo, East of West de Jonathan Hickman y Nick Dragotta es una serie del género wéstern de ciencia ficción ambientada en una versión distópica de los EE. UU. en la que los apocalípticos Cuatro Jinetes son los héroes de la historia.
Un ejemplo del subgénero del wéstern steampunk es el cómic Iron West del creador Doug Tennapel,que narra una historia ambientada en el viejo oeste americano, pero protagonizada por robots.

### En el cine

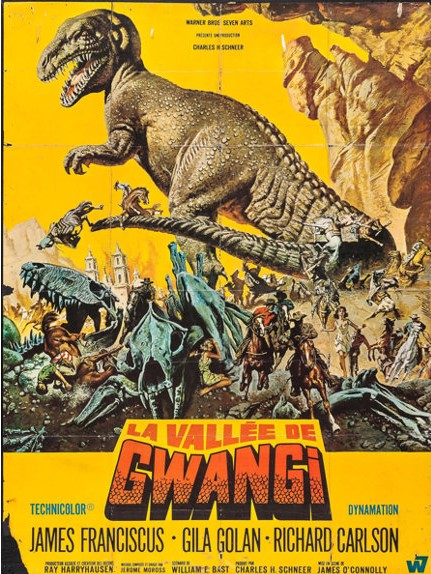
Cartel promocional de El valle de Gwangi (1969)

Seriales tempranos como The Phantom Empire (1935) o Ghost Patrol (1936) incluyeron figuras sobrenaturales de la fantasía de ciencia ficción en ambientaciones wéstern.
En otro ejemplo de subgéneros híbridos, el wéstern de fantasía de ciencia ficción El valle de Gwangi (1969) mostraba a vaqueros enfrentándose a dinosaurios, tendencia que se estableció durante la década de 1960.
Héroes del siglo XX que viajan en el tiempo al Viejo Oeste aparecen en El jinete del tiempo (1982) y Back to the future Part III (1990).
Wild Wild West (1999) desarrolló la serie homónima de televisión de la década de 1960, convirtiéndola en una versión steampunk del Viejo Oeste.
The Postman (1997) exploró el estilo wéstern postapocalíptico empleando el escenario fronterizo y el arquetipo del «Hombre sin nombre».

### Televisión
The Wild Wild West es una serie de televisión emitida en la cadena CBS durante cuatro temporadas entre septiembre de 1965 y abril de 1969. Desarrollada en una época en la que los wésterns televisivos perdían terreno frente al género de espionaje, este programa fue concebido por su creador, Michael Garrison, como «James Bond a caballo».Ambientada durante la administración del presidente Ulysses Grant (1869–1877), la serie seguía a los agentes del Servicio Secreto de los EE. UU. James West (Robert Conrad) y Artemus Gordon (Ross Martin) mientras resolvían crímenes, protegían al presidente y frustraban los planes de villanos megalómanos de apoderarse de parte o de la totalidad de los Estados Unidos. El programa incluía una serie de elementos fantásticos, como el uso de dispositivos tecnológicamente avanzados utilizados por parte de los agentes y sus adversarios.
The Gunfighters (1966) es una serie de cuatro episodiso de Doctor Who, ambientada en la ciudad de Tombstone, Arizona, y en sus alrededores en el Salvaje Oeste. En la serie, el Primer Doctor (William Hartnell) y sus acompañantes Steven Taylor (Peter Purves) y Dodo Chaplet (Jackie Lane) se ven envuletos en los eventos previos al tiroteo en el O.K. Corral .
La serie Outlaws (1986) introdujo el concepto de viaje en el tiempo en la televisión wéstern de ciencia ficción.
Las aventuras de Brisco County Jr. (1993) llevó el wéstern de ciencia ficción a la televisión masiva.

### Otros medios
El juego de rol Deadlands es un ejemplo de cómo el western hace borrosas las fronteras entre géneros. Usando el spaghetti western como escenario de juego, Deadlands incorpora historia alternativa y terror, así como el subgénero del steampunk de ciencia ficción.
El subgénero wéstern de ciencia ficción también se ha usado en la industria de los videojuegos, incluyendo títulos como Tin Star (1994, Super NES ) o Wild Arms (1996, PlayStation). Darkwatch (2005, PlayStation, Xbox ) es un ejemplo del subgénero steampunk wéstern.